# Eisstadion am Ostpark
Het Eisstadion am Ostpark is een ijsbaan in München in de Duitse deelstaat Beieren. De openlucht-kunstijsbaan is geopend in 1981 en ligt op 532 meter boven zeeniveau.